# Toboł Kustanaj
Toboł Futboł Kłuby (kaz. Тобыл Футбол Клубы, ros. Футбольный клуб «Тобол», Futbolnyj kłub „Toboł”) – kazachski klub piłkarski z siedzibą w Kustanaju, grający w kazachskiej Priemjer Ligasy.

## Historia
Chronologia nazw:
- 1967–1981: Awtomobilist Kustanaj (ros. ФК Автомобилист)
- 1982–1989: Eniergietik Kustanaj (ros. ФК Энергетик)
- 1990–1991: Kustanajec Kustanaj (ros. ФК Кустанаец)
- 1992–1994: Chimik Kustanaj (kaz. Химик ФК)
- 1995–...: Toboł Kustanaj (kaz. Тобыл ФК)

Klub założony został w 1967 roku jako Awtomobilist Kustanaj  i debiutował w Klasie B, strefie 6 Mistrzostw ZSRR. W 1970 w wyniku kolejnej reorganizacji systemu lig ZSRR spadł do Klasy B, strefy kazachskiej, po czym pożegnał się z rozgrywkami na szczeblu profesjonalnym. W 1981 zmienił nazwę na Enirgietik Kustanaj i ponownie startował we Drugiej Lidze, strefie 8, w której występował do 1989. W dwóch ostatnich radzieckich sezonach uczestniczył w rozgrywkach Niższej Drugiej Ligi, strefy 8 jako Kustanajec Kustanaj.
Po uzyskaniu przez Kazachstan niepodległości w 1992 jako Chimik Kustanaj debiutował w Pierwszej Lidze. W 1995 zmienił nazwę na Toboł Kustanaj. Zajmuje co rok wysokie miejsce w Premier-Lidze. Największą gwiazdą zespołu jest Rusłan Bałtijew, który gra w reprezentacji Kazachstanu już 10 lat i był zawodnikiem takich klubów jak Sokoł Saratów, Dinamo Moskwa, Szynnik Jarosław i FK Moskwa. Po sezonie 2006 spędzonym w rezerwach FK Moskwa odszedł do Tobołu. Oprócz niego gra tam kilku reprezentantów Kazachstanu: Nurboł Żumaskalijew, Farchadbek Iriszmetow, Siergiej Skorych, dwóch reprezentantów Turkmenistanu, jeden Kirgistanu oraz uczestnik Pucharu Azji 2007 z ekipy Uzbekistanu Ulugbek Bakajew.

## Skład
Aktualny na dzień 20 lipca 2022
| Nr | Poz. | Piłkarz                     |
| -- | ---- | --------------------------- |
| 3  | OB   | Roman Asrankułow            |
| 5  | OB   | Danijar Semczenkow          |
| 8  | PO   | Aschat Tagybergen (kapitan) |
| 10 | PO   | Serykżan Mużykow            |
| 11 | PO   | Zoran Tošić                 |
| 12 | BR   | Sułtan Busurmanow           |
| 14 | PO   | Samat Żarynbetow            |
| 17 | PO   | Władisław Wasiljew          |
| 18 | PO   | Rúben Brígido               |
| 20 | PO   | Żasłan Żumaszew             |
| 21 | OB   | Miljan Vukadinović          |
| 22 | OB   | Aleksandr Maroczkin         |

| Nr | Poz. | Piłkarz               |
| -- | ---- | --------------------- |
| 24 | OB   | Bagdat Kajirow        |
| 25 | OB   | Siergiej Mały         |
| 29 | PO   | Dušan Jovančić        |
| 33 | OB   | Žarko Tomašević       |
| 35 | BR   | Aleksandr Mokin       |
| 44 | NA   | Ajbar Żaksyłykow      |
| 45 | OB   | Ałeksa Amanowiḱ       |
| 47 | PO   | Wiaczesław Kulpieisow |
| 77 | NA   | Igor Sergeyev         |
| 88 | BR   | Timur Akmurzin        |
| 89 | NA   | Serges Déblé          |

## Sukcesy
- Wtoraja Liga ZSRR, strefa 8: 3. miejsce (1988)
- Puchar ZSRR: 1/64 finału (1987/88, 1989/90)
- Priemjer-Liga: 
  - 1. miejsce (2010, 2021)
  - 2. miejsce (2003, 2005, 2007, 2008, 2020)
  - 3. miejsce (2002, 2004, 2006, 2018, 2022)
- Puchar Kazachstanu:
  - zdobywca (2007, 2023)
  - finalista (2003, 2011)
- Superpuchar Kazachstanu:
  - zdobywca (2021, 2022, 2024)
  - finalista (2008, 2011)
- Puchar Intertoto: zdobywca (2007)

## Europejskie puchary
Legenda do wszystkich tabel:
- Q – runda eliminacyjna, 1/16, 1/8, 1/4, 1/2 – odpowiednia faza rozgrywek, Grupa – runda grupowa, 1r gr – pierwsza runda grupowa, 2r gr – druga runda grupowa, F – finał, R – runda, PO – play-off
- k. – rzuty karne, los. – losowanie, Dogr. – dogrywka, w. – zasada bramek strzelonych na wyjeździe

| Sezon   | Rozgrywki               | Runda | Klub                | Dom | Wyjazd | Ogólnie     |
| ------- | ----------------------- | ----- | ------------------- | --- | ------ | ----------- |
| 2003    | Puchar Intertoto        | 1R    | Polonia Warszawa    | 2–1 | 3–0    | 5–1         |
| 2003    | Puchar Intertoto        | 2R    | Sint-Truidense VV   | 1–0 | 2–0    | 3–0         |
| 2003    | Puchar Intertoto        | 3R    | SV Pasching         | 0–1 | 0–3    | 0–4         |
| 2006/07 | Puchar UEFA             | 1Q    | FC Basel            | 0–0 | 1–3    | 1–3         |
| 2007    | Puchar Intertoto        | 1R    | SK Zestaponi        | 3–0 | 0–2    | 3–2         |
| 2007    | Puchar Intertoto        | 2R    | Slovan Liberec      | 1–1 | 2–0    | 3–1         |
| 2007    | Puchar Intertoto        | 3R    | OFI 1925            | 1–0 | 1–0    | 2–0         |
| 2007/08 | Puchar UEFA             | 2Q    | Dyskobolia Grodzisk | 0–1 | 0–2    | 0–3         |
| 2008/09 | Puchar UEFA             | 1Q    | Austria Wiedeń      | 1–0 | 0–2    | 1–2         |
| 2009/10 | Liga Europy             | 2Q    | Galatasaray SK      | 1–1 | 0–2    | 1–3         |
| 2010/11 | Liga Europy             | 1Q    | Zrinjski Mostar     | 1–2 | 1–2    | 2–4         |
| 2011/12 | Liga Mistrzów           | 2Q    | Slovan Bratysława   | 1–1 | 0–2    | 1–3         |
| 2018/19 | Liga Europy             | 1Q    | Samtredia           | 2–0 | 1–0    | 3–0         |
| 2018/19 | Liga Europy             | 2Q    | Piunik Erywań       | 2–1 | 0–1    | 2–2, w.     |
| 2019/20 | Liga Europy             | 1Q    | Jeunesse Esch       | 1–1 | 0–0    | 1–1, w.     |
| 2021/22 | Liga Konferencji Europy | 2Q    | Hajduk Split        | 4–1 | 0–2    | 4–3, Dogr.  |
| 2021/22 | Liga Konferencji Europy | 3Q    | MŠK Žilina          | 0–1 | 0–5    | 0–6         |
| 2022/23 | Liga Mistrzów           | 1Q    | Ferencváros         | 0–0 | 1–5    | 1–5         |
| 2022/23 | Liga Konferencji Europy | 2Q    | Lincoln Red Imps    | 2–0 | 1–0    | 3–0         |
| 2022/23 | Liga Konferencji Europy | 3Q    | Zrinjski Mostar     | 1–1 | 0–1    | 1–2         |
| 2023/24 | Liga Konferencji Europy | 1Q    | FC Honka            | 2–1 | 0–0    | 2–1         |
| 2023/24 | Liga Konferencji Europy | 2Q    | FC Basel            | 1–2 | 3–1    | 4–3         |
| 2023/24 | Liga Konferencji Europy | 3Q    | Derry City          | 1–0 | 0–1    | 1–1, k: 6–5 |
| 2023/24 | Liga Konferencji Europy | PO    | Viktoria Pilzno     | 1–2 | 0–3    | 1–5         |
| 2024/25 | Liga Europy             | 1Q    | MFK Ružomberok      | 1–0 | 2–5    | 3–5         |
| 2024/25 | Liga Konferencji        | 2Q    | FC Sankt Gallen     | 0–1 | 1–4    | 1–5         |